# Asterostemma depressa
L'asterostemma (Asterostemma depressa) è un mammifero cingolato estinto, appartenente ai gliptodonti. Visse nel Miocene medio (circa 16 - 12 milioni di anni fa) e i suoi resti fossili sono stati ritrovati in Sudamerica.

## Descrizione
Come tutti i suoi stretti parenti (i gliptodonti), anche Asterostemma era dotato di un carapace formato da osteodermi fusi insieme, che proteggeva la maggior parte del corpo. L'ornamentazione delle placche del carapace era molto simile a quella di altri generi di gliptodonti arcaici, come Propalaehoplophorus, con solchi netti e poco profondi, ma le figure centrali non erano piane ma bombate. Esse erano inoltre circondate da una sola fila di figure periferiche. Un'altra caratteristica distintiva di Asterostemma era data dalla corazza caudale, formata da anelli e da un "tubo" osseo che andavano a comporre una struttura lunga e sottile, simile a quella degli armadilli attuali. 

## Classificazione
Asterostemma depressa venne descritto per la prima volta da Florentino Ameghino nel 1889, sulla base di resti fossili ritrovati in terreni del Miocene medio in Argentina. In seguito a questo genere sono state attribuite altre specie provenienti dalle regioni settentrionali del Sudamerica (Colombia e Venezuela) come A. acostae, A. gigantea e A. venezolensis, ma una revisione successiva dei resti fossili ha determinato che queste specie sarebbero da attribuire a un genere distinto di gliptodonti, Boreostemma (Carlini et al., 2008).
Asterostemma è un rappresentante del gruppo più basale di gliptodonti, noti come Propalaehoplophorini, il cui rappresentante meglio noto è Propalaehoplophorus. Sembra comunque che, rispetto a quest'ultimo, Asterostemma occupasse una posizione più basale.